# Travassô
Travassô is een plaats (freguesia) in de Portugese gemeente Águeda en telt 1 727 inwoners (2001).